# Sandra Kalniete
Sandra Kalniete, née le 22 décembre 1952 à Kolpachevo (Russie), est une femme politique et femme de lettres lettonne, fondatrice d'un des mouvements indépendantiste de son pays dans les années 1980. Cette indépendance ayant été obtenue, elle effectue une carrière diplomatique. Elle a été aussi ministre lettone des Affaires étrangères, puis est devenue députée européenne puis commissaire européenne. Elle appartient au parti Unité.

## Biographie
Elle est née en décembre 1952 à Togour, dans la région de Tomsk en Sibérie soviétique, où son père et sa mère avaient été déportés adolescents, sa mère en 1941 et son père en 1949. Elle a raconté son enfance dans son livre biographique En escarpins dans les neiges de Sibérie : « Je suis née au goulag le 22 décembre 1952 dans le village de Togour, district de Kolpachevo, région de Tomsk. Mes parents n'ont pas voulu offrir d'autres esclaves au pouvoir soviétique, je n'ai eu ni frère ni sœur ». Elle a quatre ans, en mai 1957, lorsque sa famille peut enfin rentrer en Lettonie.
Elle effectue des études à l'Académie des beaux-arts de Lettonie (histoire et théorie de l'art). De 1987 à 1988, elle est secrétaire-générale de la Société des artistes lettons. Puis elle est diplômée en 1992 de l'Institute for International Studies de l'université de Leeds, en 1995 de l'Institut universitaire de hautes études internationales (HEI) à Genève. Enfin, en 1996, elle obtient une maîtrise d'histoire de l'art. Elle parle le letton, l'anglais, et le russe, et apprend aussi la langue française ultérieurement.
Elle accueille, à l’Union des arts plastiques où elle travaille, des réunions d’opposants à l'appartenance de la Lettonie à l'Union des républiques socialistes soviétiques. Ils luttent pour une indépendance de ce pays balte qui fut rattaché à la Pologne, à l'Allemagne et à l' Empire russe et n'avait accédé à l'indépendance que dans l'entre-deux-guerres. Ces échanges, auxquelles elle participe, débouchent, en octobre 1988, sur la création d’un Front populaire de Lettonie (FPL). De 1988 à 1998, elle est secrétaire-générale de ce Front populaire de Lettonie. Elle devient une figure de la lutte pour l'indépendance de la Lettonie. En 1989, elle est aussi l'organisatrice d'une chaîne humaine qui, de Tallinn, en Estonie, à Vilnius, en Lituanie, fait participer deux millions de Baltes exigeant leur indépendance,. « Sandra serait sympathique si elle n’était un char d’assaut », dit-d'elle une de ses amies.
La Lettonie redevient indépendante en 1990, une indépendance reconnue en septembre 1991 par les Nations unies, après une agression soviétique en janvier 1991. Le FPL remporte les premières élections libres. Commence alors pour elle un parcours ministériel et une carrière diplomatique. De 1990 à 1993, elle est l'adjointe du ministre des Affaires étrangères de Lettonie (chef du protocole). De  1993 à 1997, elle est ambassadrice extraordinaire et plénipotentiaire de Lettonie auprès des Nations unies à Genève. De 1997 à 2002, elle est ambassadrice extraordinaire et plénipotentiaire de Lettonie en France. De 2000 à 2002, elle est aussi ambassadrice extraordinaire et plénipotentiaire et représentante permanente de Lettonie auprès de l’UNESCO. Son ouvrage autobiographique, En escarpins dans les neiges de Sibérie, est publié en 2001 en Lettonie (traduction française publiée en 2003). Elle y mêle des faits historiques et des témoignages de la répression soviétique, dont les témoignages de ses parents. Puis en 2002 à 2004, elle est nommée Ministre des Affaires étrangères de Lettonie,, et le reste jusqu'en 2004. Elle est aussi jusqu'en 2004 l'une des 105 membres de la Convention sur l'avenir de l'Europe chargée de rédiger le traité établissant une Constitution pour l'Europe, représentant le gouvernement letton.
Du 1er mai 2004 au 20 novembre 2004, elle est commissaire européenne au sein de la commission Prodi. Elle est élue députée européenne lors des élections européennes de 2009 sur la liste de l'Union civique. Au Parlement européen, elle siège au sein du groupe du Parti populaire européen. Au cours de la 7e législature, elle est vice-présidente de la délégation pour les relations avec le Japon et est membre de la commission du marché intérieur et de la protection des consommateurs. Elle est réélue lors des élections européennes de 2014 et de 2019.
Elle est également membre du conseil d'administration du think tank Les Amis de l'Europe et conseillère du think tank la Fondation pour l'innovation politique.

## Publications
- Textiles lettons (Latvju tekstilmāksla), Riga, Liesma 1989
- Je vaincrai. Tu vaincras. Nous vaincrons. Ils seront vaincus (Es lauzu, tu lauzi, mēs lauzām. Viņi lūza), Riga, Jumava 2000
- En escarpins dans les neiges de Sibérie (Ar balles kurpēm Sibīrijas sniegos), Riga, Atena 2001
- En escarpins dans les neiges de Sibérie, traduit du letton par Velta Skujina, Paris, éditions des Syrtes, 2003.

## Décorations
- 1995 : Commandeur de l'ordre des Trois Étoiles (Lettonie)
- 2000 : Prix accordé par le cabinet des ministres de Lettonie
- 2001 : Commandeur de l'ordre national de la Légion d'honneur (France)
- 2002 : Commandeur des Palmes académiques (France)
- 2004 : Grand commandeur de l'ordre du grand-duc Gediminas (Lettonie)
- 2012 : Ordre de la Croix de Terra Mariana de 2e classe (Estonie)

## Autres
Sandra Kalniete est membre du comité scientifique de la revue Nordiques.